# Stormy Weather (película de 1943)
Stormy Weather es una película musical estadounidense de 1943 producida y lanzada por 20th Century Fox. La película es considerada uno de los mejores musicales de Hollywood con un elenco afroamericano, y la otra es Cabin in the Sky de MGM (1943). La película es considerada el escaparate principal de algunos de los mejores artistas afroamericanos de la época, durante una época en que los actores y cantantes afroamericanos rara vez aparecían en papeles principales en producciones de Hollywood, especialmente las del género musical.

## Argumento y detalles

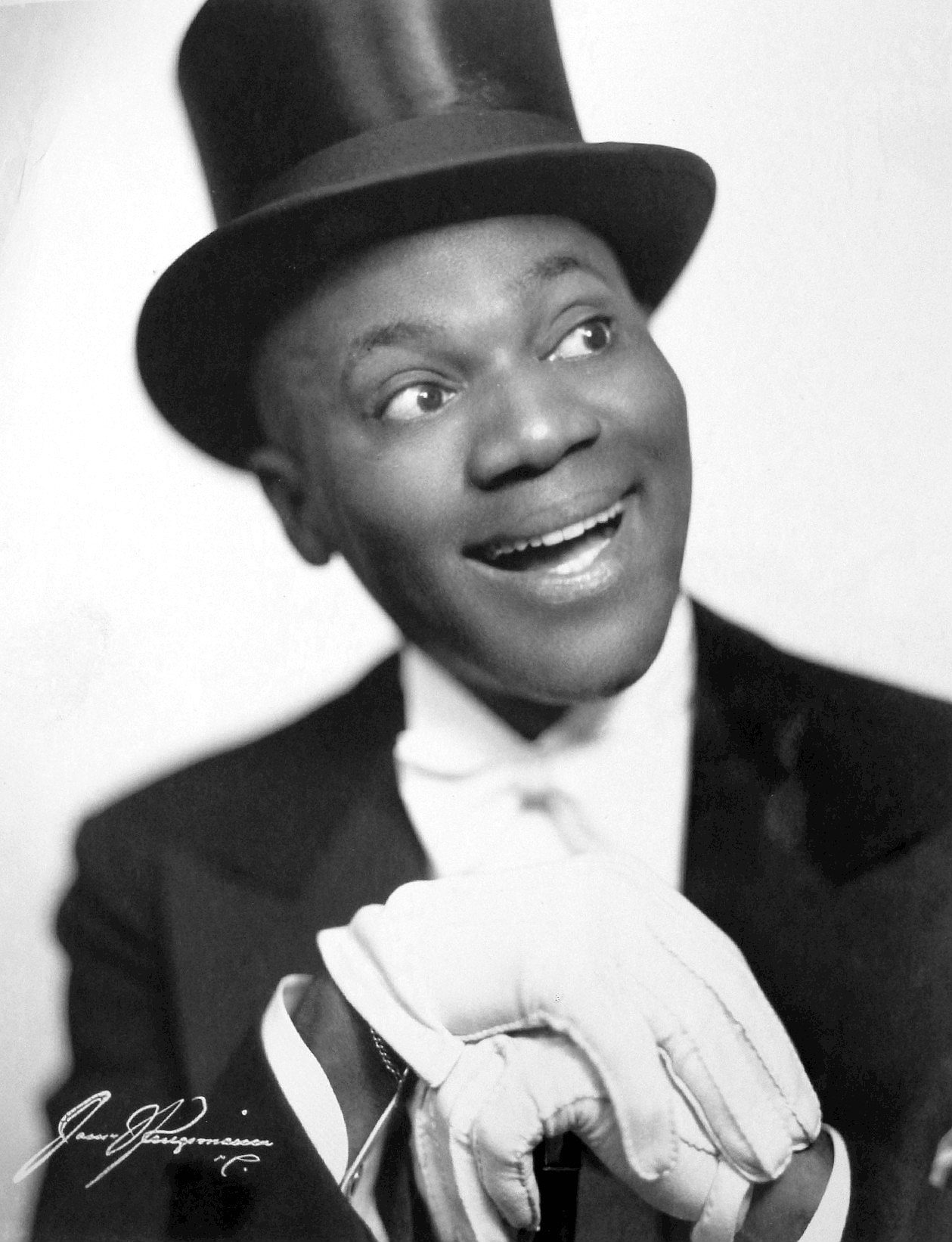
Bill Bojangles Robinson, 1942

Stormy Weather toma su título de la canción de 1933 del mismo título, que se interpreta cerca del final de la película. Se basa en la vida y los tiempos de su estrella, el bailarín Bill "Bojangles" Robinson. Robinson interpreta a "Bill Williamson", un talentoso bailarín nato que regresa a casa en 1918 después de luchar en la Primera Guerra Mundial e intenta seguir una carrera como intérprete. En el camino, se acerca a una bella cantante llamada Selina Rogers, interpretada por Lena Horne en una de sus pocas apariciones en cine que no pertenecen a MGM (y una de las dos únicas de los años 1930-1940 en las que Horne interpretó un papel importante). El personaje de Selina fue inventado para la película; Robinson no tenía un romance así en la vida real. Dooley Wilson, el pianista de Casablanca, del año anterior, es coprotagonista como amigo de Bill.

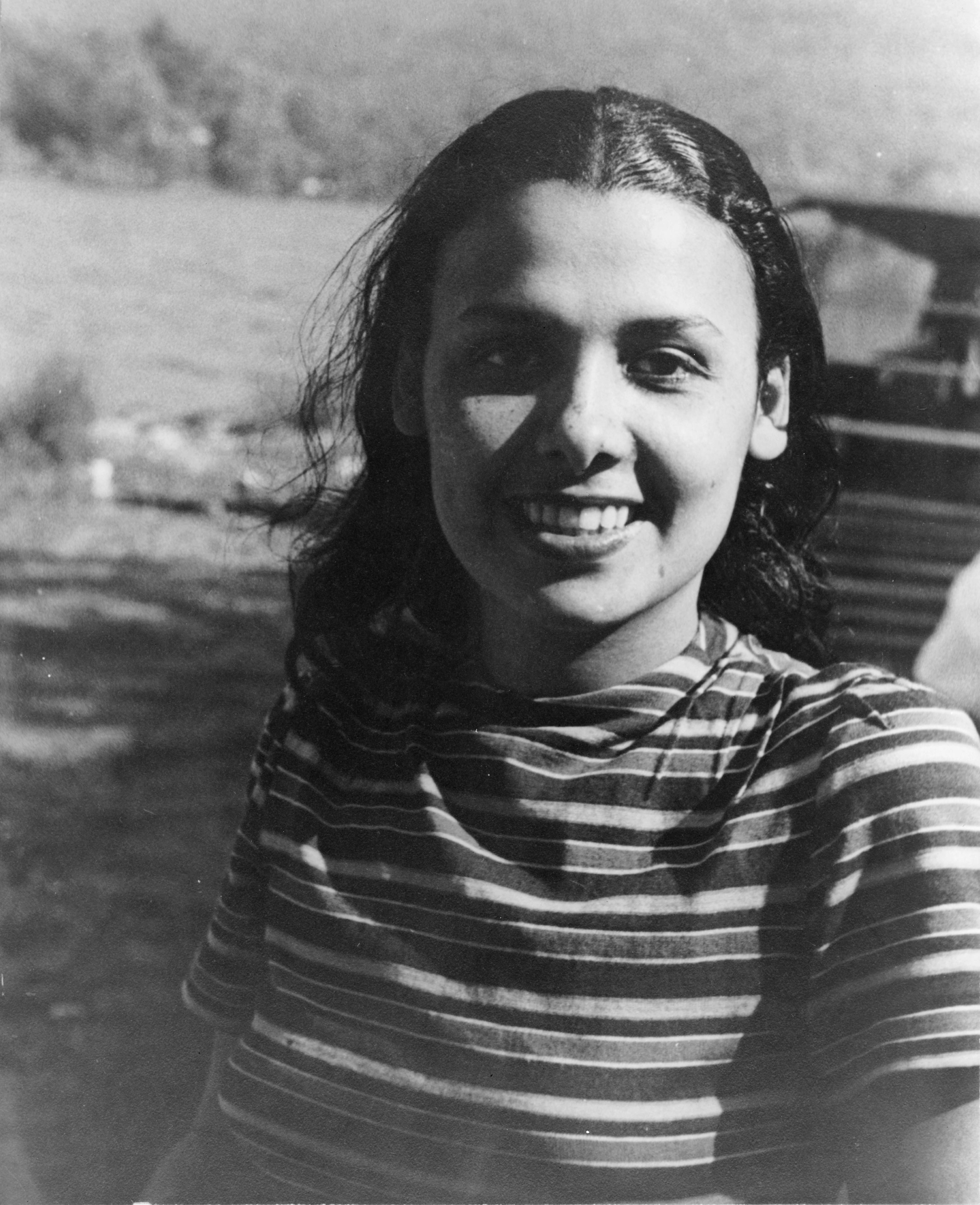
Lena Horne, 1941

Otros artistas notables en la película fueron Cab Calloway y Fats Waller (ambos apareciendo como ellos mismos), el dúo de baile de los Nicholas Brothers, el comediante F. E. Miller, la cantante Ada Brown y Katherine Dunham con su grupo de baile. A pesar de un tiempo de ejecución de solo 77 minutos, la película presenta unos 20 números musicales. Esta fue la película final de Robinson (murió en 1949) y Waller murió solo unos meses después de su lanzamiento.

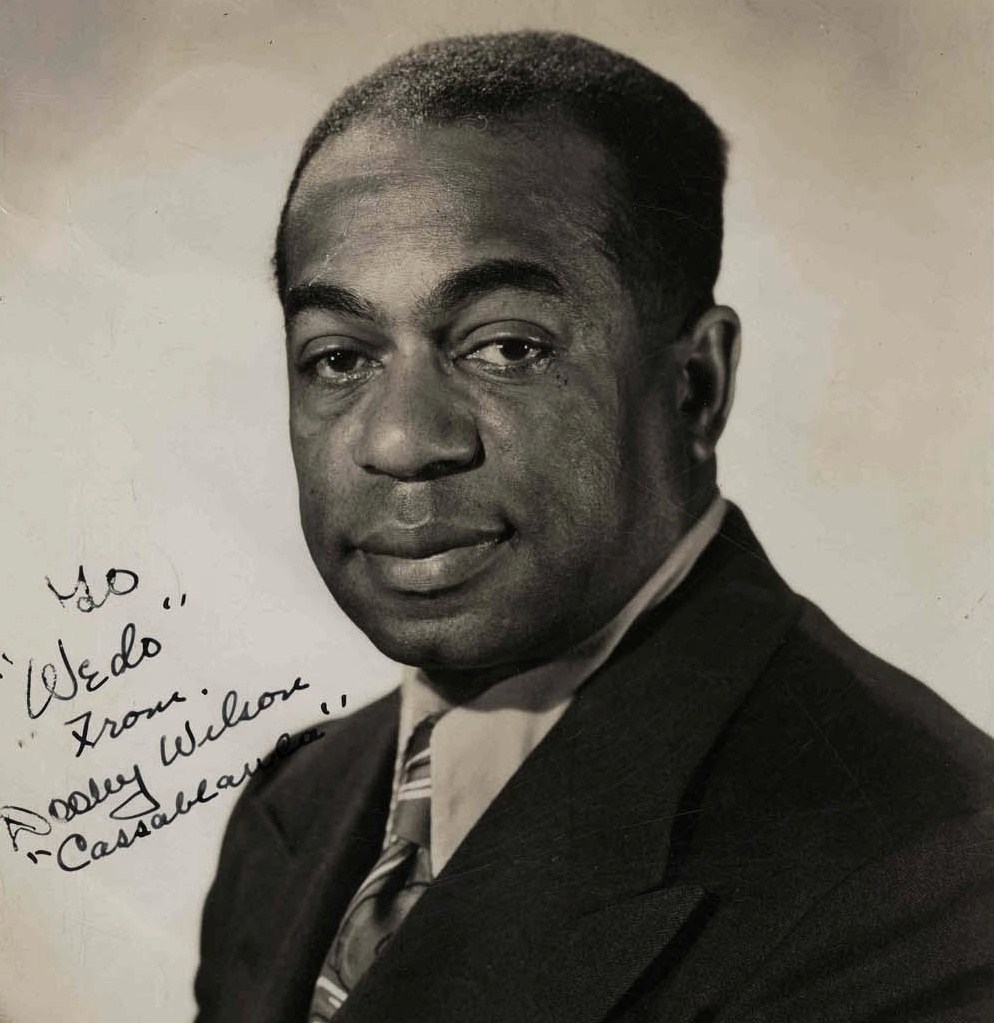
Dooley Wilson, 1945

Los aspectos más destacados de la película incluyen a Waller interpretando su composición "Is not Misbehavin", a Cab Calloway al frente de su banda en su composición "Jumpin 'Jive" y una larga secuencia basada en la canción principal, con la voz de Lena Horne y el baile de Katherine Dunham. Horne también se presenta en varios números de baile con Robinson.

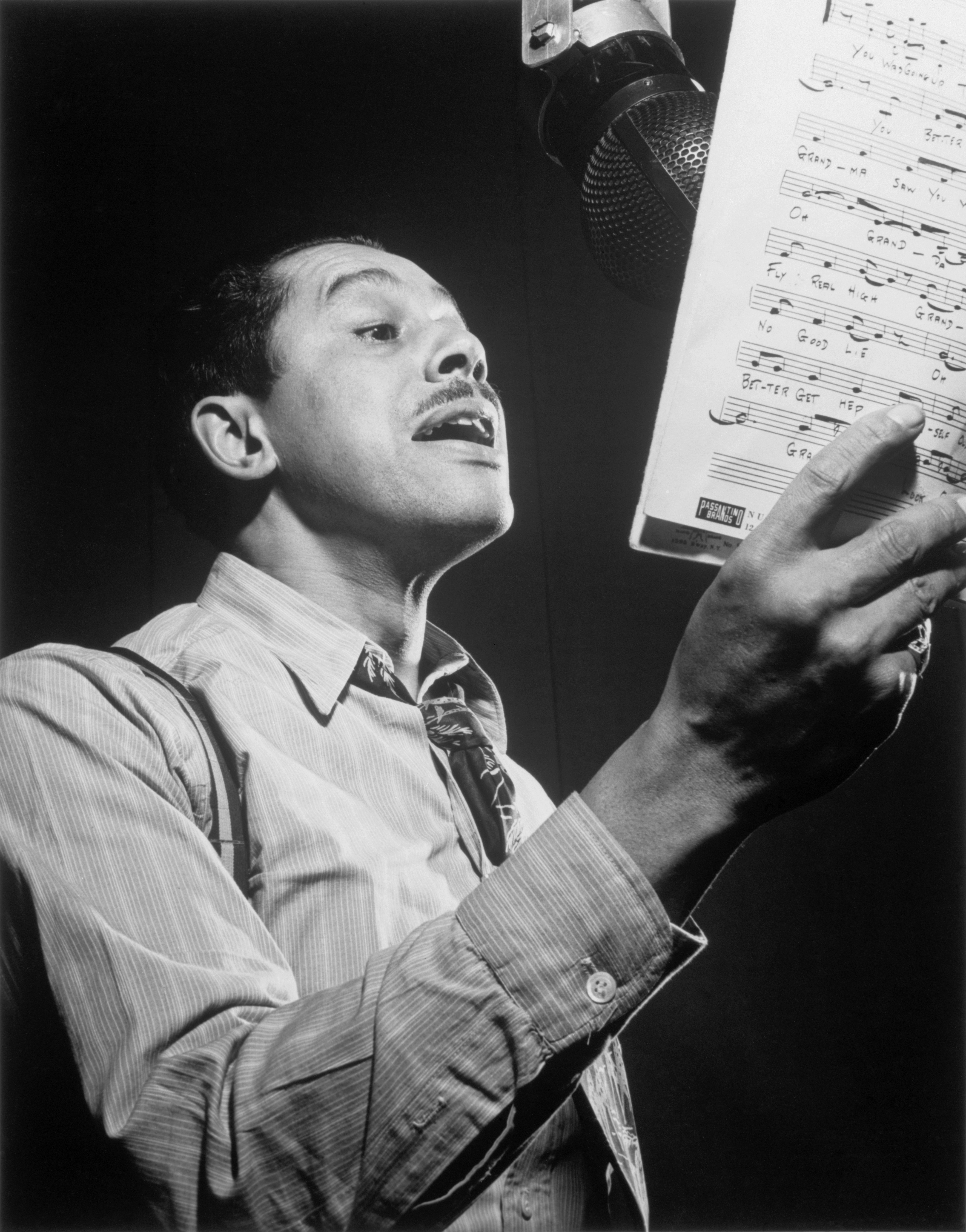
Cab Calloway, 1947

La película fue adaptada por Frederick J. Jackson, Ted Koehler y H.S. Kraft de la historia de Jerry Horwin y Seymour B. Robinson. Fue dirigida por Andrew L. Stone.
En 2001, Stormy Weather fue seleccionada por la Biblioteca del Congreso para el National Film Registry de los Estados Unidos por ser "cultural, histórica o estéticamente significativa". Fue lanzada en DVD en América del Norte en 2005.

## Banda sonora

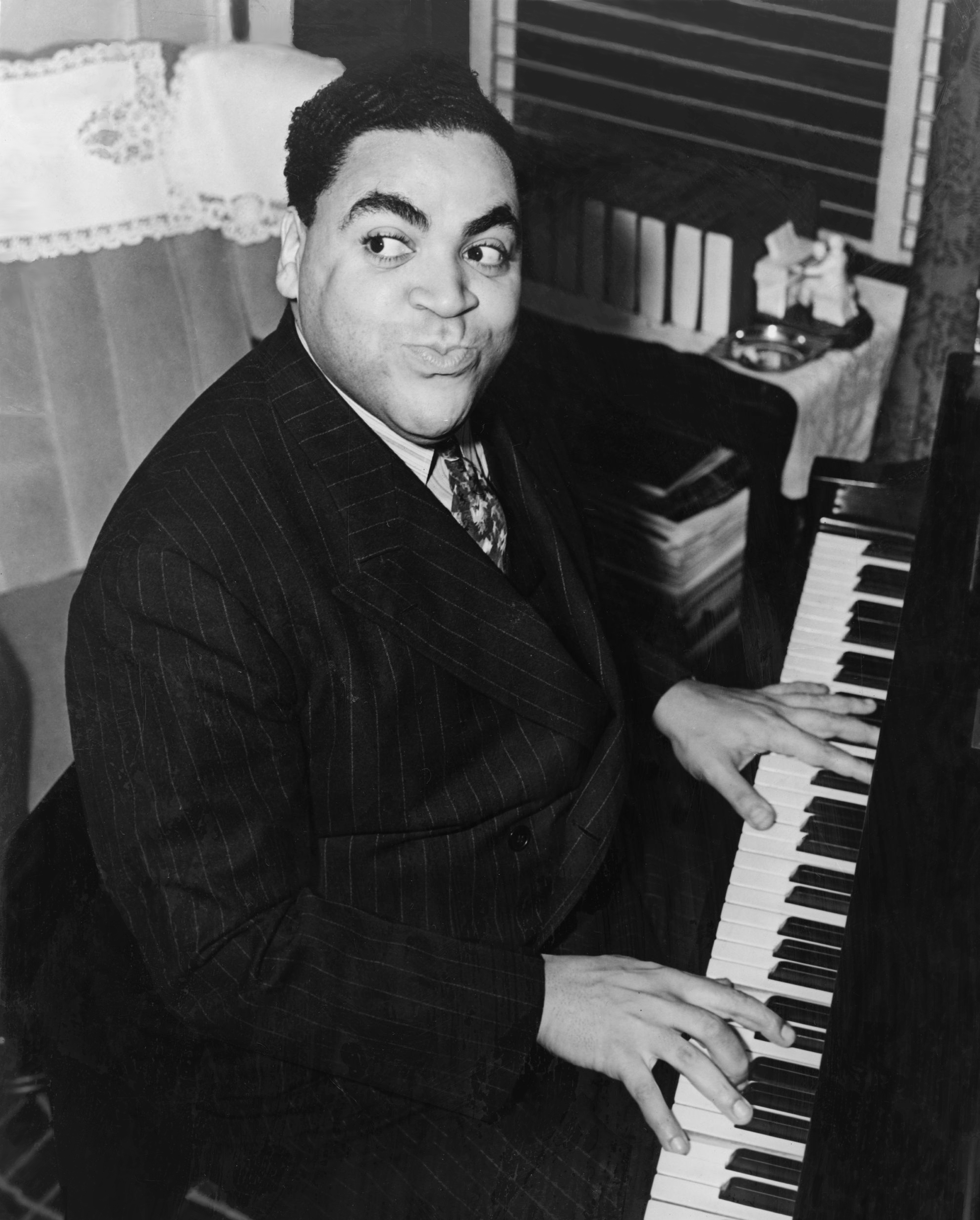
Fats Waller, 1938

La banda sonora ha sido editada en CD por 20th Century Fox con las referencias 7822-11007, aunque Sunbeam Records lanzó la banda sonora en vinilo en 1976. La banda Sonora  del CD incluye a Lena Horne cantando "Good For Nothin' Joe", una canción que no aparece en la película. Otras canciones incluyen:
- "Walkin' the Dog" – Orquesta
- "There's No Two Ways About Love" – Lena Horne
- "Cakewalk"/"Camptown Races"/"At a Georgia Meeting" – Orquesta
- "Moppin' and Boppin'" – Fats Waller
- "That Ain't Right" – Ada Brown y Fats Waller
- "Ain't Misbehavin'" – Fats Waller
- "Diga Diga Doo" – Lena Horne
- "I Lost My Heart in Salt Lake City" – Mae E. Johnson
- "Nobody's Sweetheart" (instrumental) – Orquesta
- "I Can't Give You Anything but Love, Baby" – Lena Horne, Bill Robinson y otros
- "Geechy Joe" – Cab Calloway & Orquesta
- "Stormy Weather" – Lena Horne
- "Stormy Weather Ballet" – bailado por Katherine Dunham y su Dance Troupe
- "There's No Two Ways About Love" (Reprise) – Cab Calloway, Bill Robinson y Lena Horne
- "My, My Ain't That Somethin'" – Bill Robinson
- "Jumpin' Jive" – Cab Calloway & Orquesta, bailado por los Nicholas Brothers
- "My, My Ain't That Somethin'" (reprise) – Lena Horne, Bill Robinson y Cab Calloway

## Recepción de la crítica
Shane Vogel sugiere que las actuaciones de Lena Horne y Katherine Dunham de "Stormy Weather" en la película son, como la interpretación de Ethel Waters de la canción en The Cotton Club Parade de 1933, las críticas modernistas afroamericanas de la cultura estadounidense.
Fred Astaire dijo a los Nicholas Brothers que la secuencia de baile del "Jumpin' Jive"  fue "el mejor número musical de película que jamás había visto".